# Pierre Dumas (homme politique, 1924-2004)
Pour les articles homonymes, voir Pierre Dumas.
Pierre Dumas, né le 15 novembre 1924 à Chambéry et mort le 4 février 2004 dans la même ville, est un homme politique français. Député puis sénateur de la Savoie, il est maire de Chambéry de 1959 à 1977 et à nouveau de 1983 à 1989.

## Biographie
Fils de François Dumas, ancien sénateur, il s'engage dans la Résistance dès 1940, alors qu'il est encore au lycée. Il va rester gaulliste toute sa vie et est parfois considéré comme le père spirituel de Michel Barnier. Après la guerre, il obtient une licence en droit à Grenoble et le diplôme de l'Institut d'études politiques de Paris. De 1953 à 1958, il est directeur commercial des cartonneries de La Rochette (Savoie).
Maire de Chambéry de 1959 à 1977 et de 1983 à 1989 (le socialiste Francis Ampe l'ayant remplacé le temps d'un mandat), il pilote la réalisation de la zone industrielle de Bissy, de la zone commerciale de Chamnord et de la ZUP de la Croix-Rouge, renommée « Hauts-de-Chambéry », après la fusion des communes de Chambéry, Bissy et Chambéry-le-Vieux. C'est également sous son mandat qu'a lieu la couverture de la Leysse, la piétonnisation de la place Saint-Léger et l'ouverture du chantier de la voie rapide urbaine (VRU) et de l'espace Malraux.
Secrétaire d'État aux Travaux publics en avril 1962, dans le premier gouvernement de Georges Pompidou, il devient après le départ des ministres MRP en mai secrétaire d'État chargé des Relations avec le Parlement. En 1963, son portefeuille s'élargit au tourisme et de la promotion sociale. Il est notamment à l'origine de l'étalement des vacances en trois zones A, B et C (? référence nécessaire). De 1967 à 1968 il est secrétaire d'État au tourisme.
Absent du dernier gouvernement Pompidou, de mai à juillet 1968, Pierre Dumas est nommé secrétaire d'État aux Affaires sociales dans le gouvernement de Maurice Couve de Murville. En 1969, il est écarté du gouvernement de Jacques Chaban-Delmas, dont la composition marque le retour d'un autre Savoyard, Joseph Fontanet, auquel Pierre Dumas s'est souvent opposé.
Outre ses nombreux mandats politiques, Pierre Dumas s'est beaucoup impliqué dans les infrastructures de transport alpines : tunnel routier du Fréjus (il a été président de la Société française du tunnel routier du Fréjus de 1962 à 1999), autoroute de la Maurienne et projet de TGV Lyon-Turin.

## Mandats politiques
Les mandats ou fonctions politiques de Pierre Dumas ont été les suivants :
- conseiller général de Beaufort, puis de Chambéry-sud (Savoie) de 1958 à 1986 ;
- vice-président du conseil général de la Savoie de 1982 à 1986 ;
- député de la Savoie de 1958 à 1973 ;
- maire de Chambéry de 1959 à 1977 et de 1983 à 1989 ;
- secrétaire d'État aux Travaux publics, 1962, dans le gouvernement Georges Pompidou (1) ;
- secrétaire d'État chargé des Relations avec le Parlement, 1962, dans le gouvernement Georges Pompidou (2) ;
- secrétaire d'État chargé du Tourisme et de la Promotion sociale, 1963-1967, dans les gouvernements Georges Pompidou (2) et Georges Pompidou (3) ;
- secrétaire d'État au Tourisme, 1967-1968, dans le gouvernement Georges Pompidou (4) ;
- secrétaire d'État aux Affaires sociales, 1968-1969, dans le gouvernement Maurice Couve de Murville ;
- sénateur de la Savoie de 1986 à 1995 ;
- conseiller régional de la région Rhône-Alpes de 1983 à 1998 ;
- vice-président de la région Rhône-Alpes de 1986 à 1998.

## Autres mandats
- Président de la Société française du Tunnel routier du Fréjus de 1962 à 1999 ;
- Président du Parc national de la Vanoise de 1963 à 1983 ;
- Chef de la délégation française au Conseil économique et social de l'ONU de 1973 à 1977 ;
- Président de l'Office national des forêts de 1973 à 1983.

## Décorations et hommages

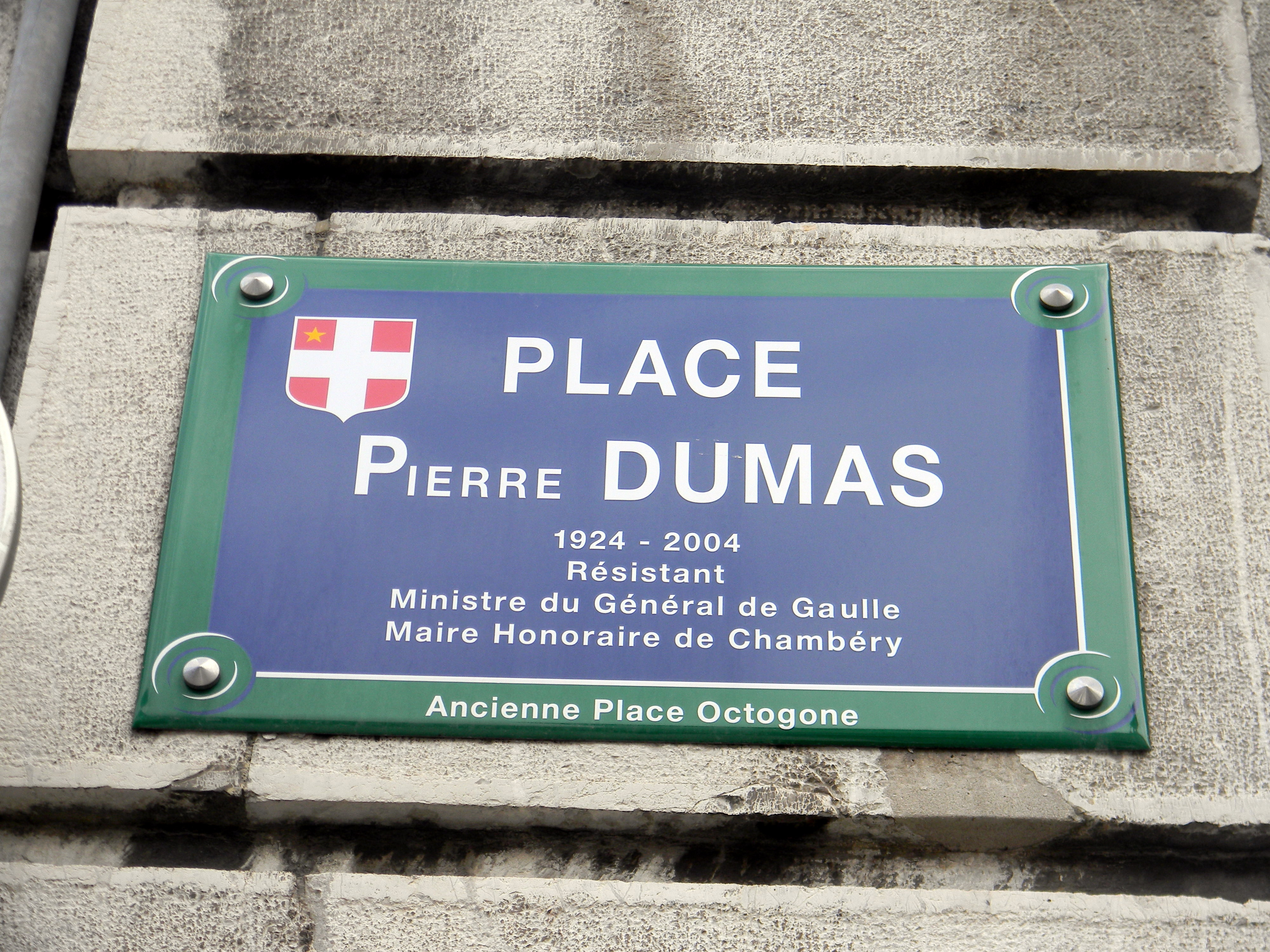
Place Pierre-Dumas à Chambéry.

- Commandeur de la Légion d'honneur.
- Médaille de la Résistance française par décret du 3 janvier 1946[2].
- Le 24 janvier 2005, le conseil municipal de Chambéry a donné le nom de Pierre Dumas à l'ancienne place Octogone.
- En 2005, la fondation Pierre-Dumas de l'Institut de France[3] a été créée par son épouse : elle décerne un prix Pierre-Dumas chaque année.
- En 2007, une tête en bronze représentant Pierre Dumas réalisée par Livio Benedetti a été inaugurée par Pierre Messmer, ancien Premier ministre, chancelier honoraire de l'Institut de France, à l'entrée du tunnel du Fréjus[4].